# Лестер Бенгс
Леслі Конвей Бенгс (англ. Leslie Conway Bangs, більш відомий як Лестер Бенгс (англ. Lester Bangs); 13 грудня 1948, Ескондідо — 30 квітня 1982, Нью-Йорк) — американський журналіст, музичний критик, який писав для журналів «Rolling Stone» і «Creem». Серед іншого, йому приписують, введення таких термінів як «хеві-метал» і «панк».

## Біографія
Лестер народився в Ескондідо (Каліфорнія, США). Ріс без батька, під впливом матері, яка була членом руху Свідки Єгови. Був учасником субкультури бітників, великим шанувальником психоделічного фантаста Вільяма Берроуза. 
Свою першу публікацію здійснив в 1969 році в «Rolling Stone». Його рецензії були гострими і часто критичними. У 1973 році за це його звільнили з «Rolling Stone», заявивши, що він нешанобливо відгукується про музикантів. Лестер перейшов в журнал «Creem», де і пропрацював більшу частину своєї кар'єри. Крім того, він писав для «The Village Voice», «Penthouse», «Playboy», «New Musical Express» та інших журналів. Бенгс завоював славу гострого на язик, конфліктного і скандального журналіста. З його ім'ям пов'язаний термін «гонзо-журналістика».
Лестер і сам пробував свої сили в музиці. Спільно з Міккі Лі (братом Джоуї Рамона) він грав в ансамблі «Birdland». У 1980 році в Остіні, Техас, він записав з панк-рок групою «Delinquents» альбом «Jook Savages on the Brazos». 
Бенгс помер в 1982 році в Нью-Йорку від передозування заспокійливого «Діазепам». Опису альтернативної історії життя Лестера присвячена розповідь Брюса Стерлінга «Дорі Бенгс» (Dori Bangs, 1992). Також Лестер Бенгс у виконанні Філіпа Сеймура Гоффмана виведений в якості персонажа у фільмі «Майже знаменитий».